# Eddy Weeda
Eduard Johan "Eddy" Weeda (Appingedam, 1952) is een Nederlands botanicus die vooral gespecialiseerd is in de vegetatiekunde en de plantenecologie. Hij is (co-)auteur van verscheidene standaardwerken waaronder de boekenreeksen Nederlandse Oecologische Flora, De vegetatie van Nederland en de Revisie Vegetatie van Nederland.

## Carrière
Weeda studeerde eerst scheikunde en later theologie aan de Vrije Universiteit Amsterdam. Daarna werkte hij twintig jaar voor het Nationaal Herbarium Nederland in Leiden, waar hij het doctoraalexamen in biologie aflegde. Daarna werkte hij twintig jaar voor Wageningen Environmental Research.

## Beschreven syntaxa
In het onderstaande overzicht staan syntaxa waarvan Weeda (co-)auteur is en waarvan een artikel op de Nederlandstalige Wikipedia is.
Orden
- fakkelgras-orde – Cladonio-Koelerietalia Weeda, Doing & Scham.

Verbonden
- verbond van droge, kalkrijke duingraslanden – Polygalo-Koelerion (Boerboom 1960) Weeda, Doing & Scham.

Associaties
- associatie van hazelaar en purperorchis – Orchido-Cornetum Doing ex Haveman, Scham. & Weeda
- kegelmos-associatie – Pellio-Conocephaletum Maas 1959 em. Weeda 1994
- associatie van boterbloemen en waterkruiskruid – Ranunculo-Senecionetum aquatici Van Schaik ex Scham. & Weeda
- associatie van wegedoorn en eenstijlige meidoorn – Rhamno-Crataegetum Sloet van Oldruitenborgh ex Haveman, Scham. & Weeda
- associatie van ratelaar en harlekijn – Rhinantho-Orchidetum morionis Bruin & Weeda 1996
- touwtjesmos-associatie – Sciurohypno-Anomodontetum Van Dort & Weeda 2017
- associatie van vetkruid en tijm – Sedo-Thymetum Doing ex Weeda, Doing & Scham.
- riet-associatie – Typho-Phragmitetum (W.Koch 1926) Scham., Van 't Veer & Weeda

## Prijzen
- Heimans en Thijsse Prijs (1995)